# لا لیگا ۱۵–۲۰۱۴
لا لیگا ۱۵–۲۰۱۴ که همچنین به‌عنوان لیگ BBVA (بانکو بیلبائو) به‌دلایل حمایت مالی شناخته می‌شود، هشتاد و چهارمین فصل لیگ برتر فوتبال اسپانیا از زمان تأسیس آن در سال ۱۹۲۹ بود که میان ۲۰ تیم برگزار شد. این فصل در ۲۳ اوت ۲۰۱۴ آغاز شد و در ۲۴ مه ۲۰۱۵ به پایان رسید.
بارسلونا پس از شکست دادن مدافع عنوان قهرمانی اتلتیکو مادرید در استادیوم ویسنته کالدرون، بیست و سومین عنوان قهرمانی خود را در ۱۷ مه ۲۰۱۵ به‌دست‌آورد و همچنین رکورد تفاضل گل ۸۹+ (۱۱۰ گل زده و ۲۱ گل خورده) را که در ابتدا توسط رئال مادرید در فصل ۱۲–۲۰۱۱ ثبت شده بود، برابر کرد. بارسلونا با ۹۴ امتیاز، دو امتیاز بیشتر از رئال مادرید، عنوان قهرمانی را به‌دست‌آورد.